# Leonor Michaelis
Leonor Michaelis (16 de gener de 1875 – 8 d'octubre de 1949) va ser un bioquímic, químic físic i metge alemany, conegut principalment pels seus treballs amb Maud Menten en la cinètica enzimàtica i la cinètica de Michaelis-Menten.